# Westport (Wiltshire)
Westport est un village et paroisse civile dans le comté de Wiltshire en Angleterre. Le philosophe Thomas Hobbes y est né en 1588, son père, également nommé Thomas Hobbes, vivait à Westport lorsqu'il était curé de Brokenborough. Westport n'existe plus comme un village en tant que tel et n'est pas indiqué sur les cartes modernes. L'agglomération a été incorporée dans l'arrondissement de Malmesbury en 1934.